# 마타이고우
마타이고우(광둥어: 馬蹄糕→남방개떡)는 남방개를 넣어 만든 떡이다. 광둥 요리 가운데 하나로, 홍콩에서 흔히 먹는다. 중국어로는 마티가오(马蹄糕/馬蹄糕)라 부른다.

## 만들기
다진 남방개를 설탕 시럽에 넣어 끓이다가, 남방개가루에 물을 타 묽게 반죽한 것을 섞은 다음, 투명한 색을 띨 때까지 휘저으며 익힌 뒤 찜통에 찐다. 네모나게 썰어서 노릇노릇하게 지져 낸다.

## 같이 보기
- 로박고우
- 우타우고우